# Романенков (хутор)
Романенков — хутор в Кантемировском районе Воронежской области России.
Входит в состав Зайцевского сельского поселения.

## География

### Улицы
- ул. Степная.